# N117 (België)
De N117 is een gewestweg in de Belgische provincie Antwerpen. De weg verbindt Sint-Job-in-'t-Goor met Essen.

## Traject
De N117 loopt vanaf de N115 in de Brechtse deelgemeente Sint-Job-in-'t-Goor naar het noordwesten. Vanaf Brasschaat loopt de N117 verder in noordelijke richting om ten slotte de Nederlandse grens te bereiken. De weg loopt daar verder als N262 richting Roosendaal. De weg heeft een totale lengte van ongeveer 21,5 kilometer. Deze weg is over een groot deel uitgevoerd als tweebaansweg. Vanaf het kruispunt met de N133 in Essen was de weg uitgevoerd als een 2x2-weg, maar is daarna aangepast naar 1 rijbaan in elke richting met een brede middenberm.

## Plaatsen langs de N117
- Sint-Job-in't-Goor
- Brasschaat
- Achterbroek
- Essen

## Dodenweg
De Essensteenweg, zoals de N117 heet tussen Brasschaat en Essen, was vroeger een beruchte 'doden'-weg. Door de lange rechte baan tussen twee bomenrijen werden hier regelmatig snelheidsrecords opgemeten. Ook het ontbreken van een fietspad zorgde regelmatig voor verkeersongelukken. In 2007 werd begonnen met de aanleg van een dubbelrichtingfietspad, achter de bomenrij.